# Hattonchâtel
Hattonchâtel ist ein Ortsteil und eine ehemalige französische Gemeinde im Département Meuse in der Region Grand Est.
Zum 1. März 1973 bildeten die bis dahin eigenständigen Gemeinden Hattonchâtel, Billy-sous-les-Côtes, Creuë, Hattonville, Saint-Benoît-en-Woëvre und Viéville-sous-les-Côtes die neue Gemeinde Vigneulles-lès-Hattonchâtel.

## Geographie
Hattonchâtel liegt auf einem Felsvorsprung in der Landschaft Woëvre beim Stausee Lac de Madine. 

## Geschichte
Der Ort wird erstmals als „Atona“ im Jahr 812 genannt. 

## Bevölkerungsentwicklung
| Jahr                       | 1793 | 1831 | 1872 | 1901 | 1921 | 1936 | 1954 | 1962 | 1968 |
| Einwohner                  | 397  | 505  | 421  | 319  | 122  | 187  | 103  | 82   | 70   |
| Quellen: Cassini und INSEE |      |      |      |      |      |      |      |      |      |

## Sehenswürdigkeiten

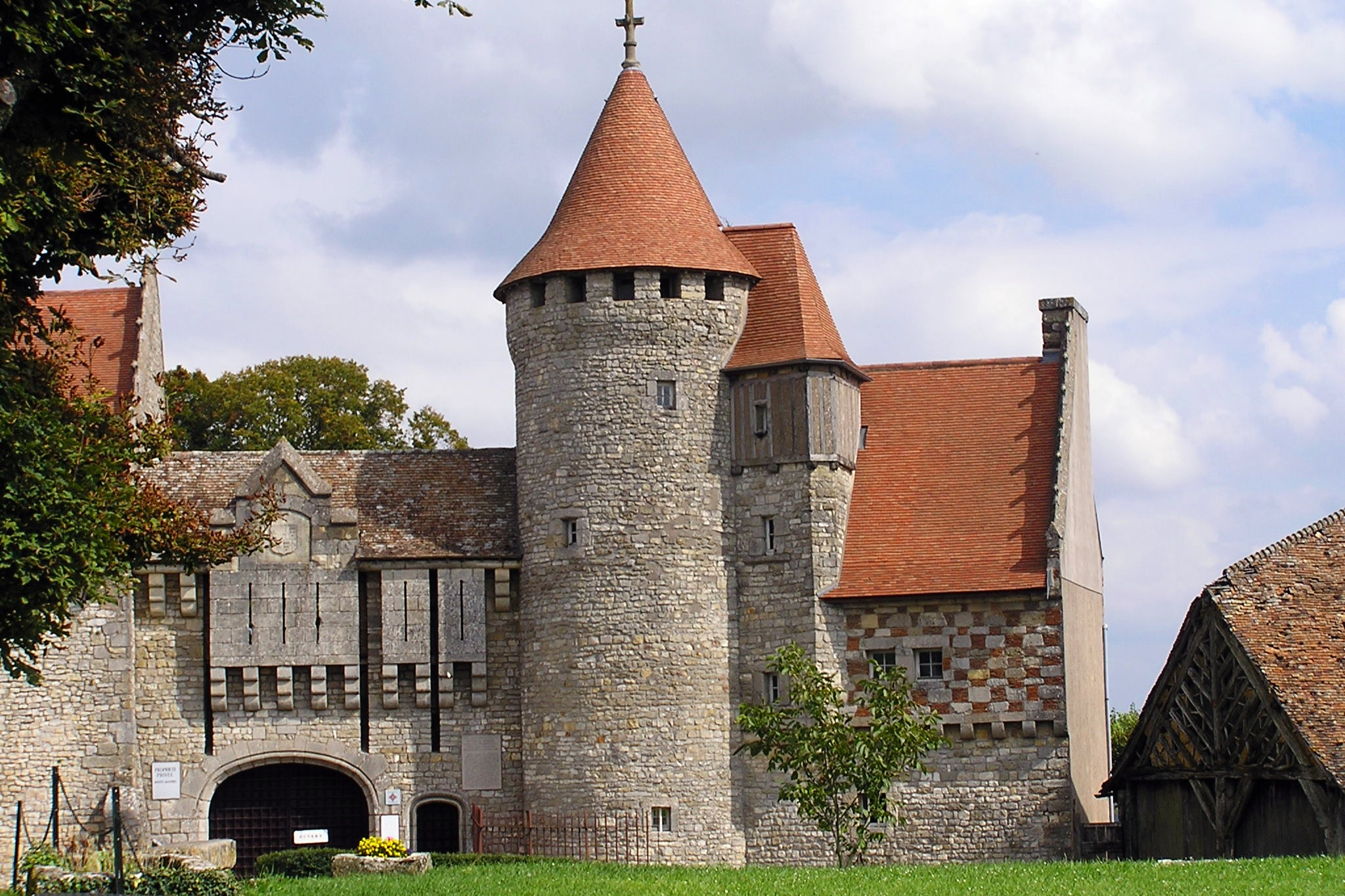
Burg

- Ehemalige Stiftskirche St-Maur, erbaut im 14. Jahrhundert, Monument historique seit 1908; siehe auch Armreliquiar (Hattonchâtel)
- Burg, erbaut ab dem 11. Jahrhundert, Monument historique seit 1986
- Maison de la Voûte, erbaut im 12. Jahrhundert, Monument historique seit 1990
- Maison des Arcades, erbaut vermutlich im 14. Jahrhundert, Monument historique seit 1986